# Val-de-Chalvagne
Val-de-Chalvagne is een gemeente in het Franse departement Alpes-de-Haute-Provence (regio Provence-Alpes-Côte d'Azur) en telt 67 inwoners (2009). De plaats maakt deel uit van het arrondissement Castellane.

## Geografie
De oppervlakte van Val-de-Chalvagne bedraagt 38,0 km², de bevolkingsdichtheid is dus 1,8 inwoners per km².
De onderstaande kaart toont de ligging van Val-de-Chalvagne met de belangrijkste infrastructuur en aangrenzende gemeenten.

## Demografie
Onderstaande figuur toont het verloop van het inwonertal (bron: INSEE-tellingen).
Vanwege een beveiligingsprobleem met de MediaWiki Graph-software is het momenteel niet mogelijk deze grafiek weer te geven. Zodra de software is bijgewerkt zal de grafiek vanzelf weer zichtbaar worden.
1. ↑  Populations de référence 2022.